# Nove Kino Praha

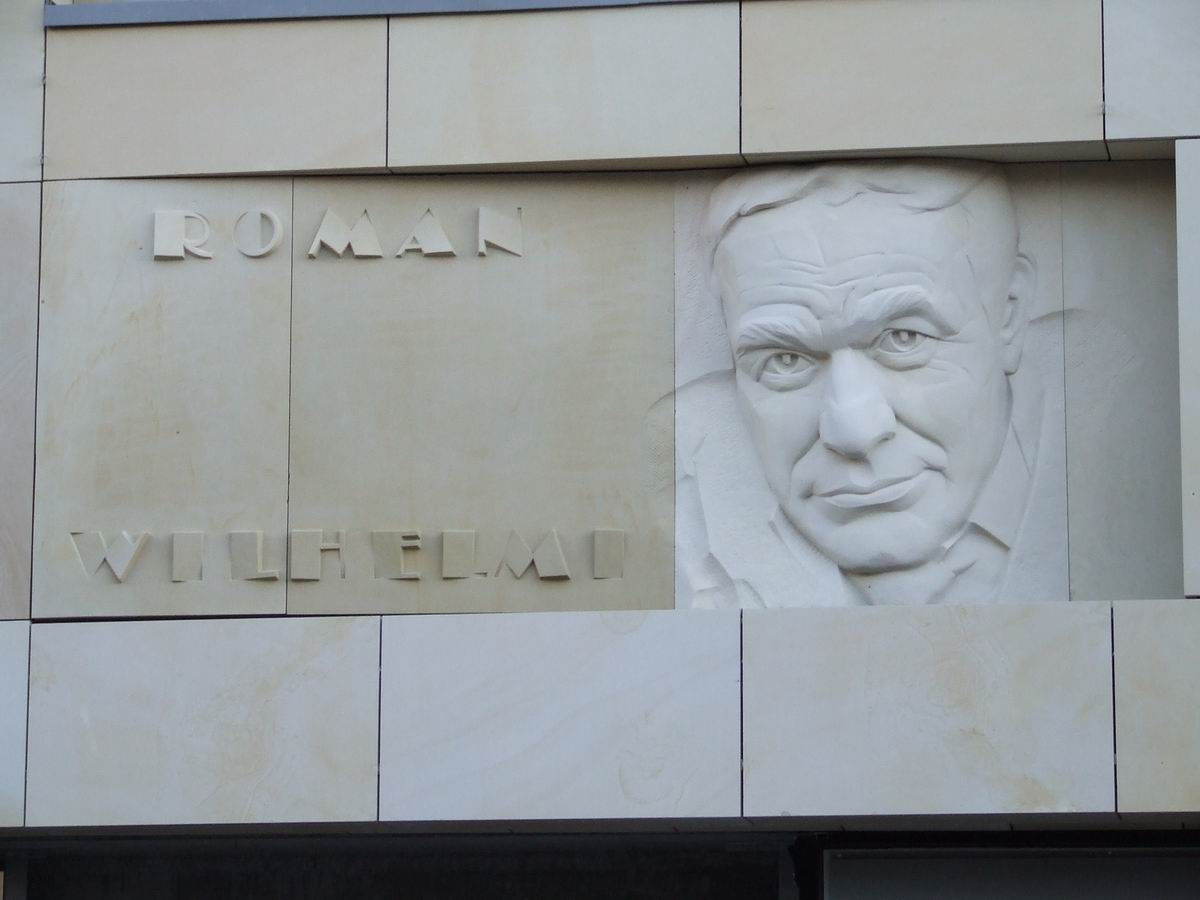
Płaskorzeźba Romana Wilhelmiego

Nove Kino Praha – pierwsze w Polsce kino cyfrowe, zlokalizowane w obiekcie Centrum Praha przy ulicy Jagiellońskiej 26 w Warszawie, otwarte 14 czerwca 2007 i działające w latach 2007–2019.

## Historia
W budynku, wzniesionym w 2007 r. w miejscu zburzonego kina „Praha”, znajdują się trzy sale projekcyjne, mieszczące łącznie 555 widzów. Jedna z sal przystosowana jest również do prowadzenia imprez pozakinowych, takich jak konferencje i koncerty. Cechą charakterystyczną obiektu, zbudowanego według projektu zespołu w składzie: Krzysztof Tyszkiewicz, Sławomir Stankiewicz, Michał Adamczyk jest ozdobienie jego fasady 12 płaskorzeźbami znanych polskich aktorów. Na zastosowanie płaskorzeźb w takiej skali zdecydowano się w Warszawie po raz pierwszy od kilkudziesięciu lat. Płaskorzeźby mają wymiary 4,5 na 1,5 metra i wagę 5 ton każda. Pomysłodawcą i inicjatorem umieszczenia w elewacji budynku kamiennych portretów polskich aktorów był prezes IF Max-Film Krzysztof Andracki. On też stworzył listę portretowanych osób. Projektantem rzeźb jest Jerzy Dobczański, natomiast wykonawcą Piotr Banasik. Wnętrze budynku przyozdabiają czarno-białe zdjęcia polskich aktorów oraz trzy zachowane płaskorzeźby z dawnego budynku. Budynek zaprojektowano w taki sposób, by wpływy z działalności biurowej i komercyjnej wspierały działalność kinową. Od 2009 r. w Centrum Praha (przy kinie) mieści się jednak Urząd Marszałkowski Województwa Mazowieckiego. Nieruchomość jest zarządzana przez spółkę Centrum Praha Sp. z o.o. Spółka ta pierwotnie powołana była do budowy kompleksu kinowo-biurowego (Novego Kina Praha). Z końcem 2011 r. 100% udziałów w Centrum Praha Sp. z o.o. przejął Sejmik Województwa Mazowieckiego, a w marcu 2012 r. podjęto decyzję o zamknięciu tego ostatniego na Pradze-Północ kina. W marcu 2012 r. utworzono Społeczny Komitet Obrony Kina Praha, a seria protestów wstrzymała decyzję o zamknięciu kina. 27 marca 2012 złożono petycję, popartą 1500 podpisami mieszkańców Warszawy i województwa mazowieckiego, mającą na celu cofnięcie decyzji o zamknięciu kina. Od 2012 r. kinem zarządzała spółka Meteora Films. 31 marca 2019 kino zakończyło działalność z powodu kłopotów finansowych zarządcy, a jego miejsce zajął Mazowiecki Teatr Muzyczny im. Jana Kiepury.
Podczas seansów cyfrowych kino korzystało z projektora Barco DP90 o rozdzielczości 2K (2048 x 1080 pikseli) i z serwera hybrydowego XDC Solo G2.